# Baqà (nom)
Baqà és un nom masculí àrab (àrab: بقاء, Baqāʾ) que literalment significa ‘permanència’, ‘continuïtat’, ‘perennitat’. Si bé Baqà és la transcripció normativa en català del nom en àrab clàssic, també se'l pot trobar transcrit d'altres maneres: Baqa, Baka... Aquest nom també el duen musulmans no arabòfons que l'han adaptat a les característiques fòniques i gràfiques de la seva llengua.
Vegeu aquí personatges i llocs que duen aquest nom.